# Euphonia chlorotica
L'eufonia golapurpurea od organista golapurpurea (Euphonia chlorotica (Linnaeus, 1766)) è un uccello passeriforme della famiglia dei Fringillidi.

## Etimologia
Il nome scientifico della specie, chlorotica, deriva dal greco χλωροτης (khlōrotēs, "smeraldino"), in riferimento ai riflessi metallici della livrea dei maschi: il suo nome comune si riferisce anch'esso alla colorazione.

## Descrizione

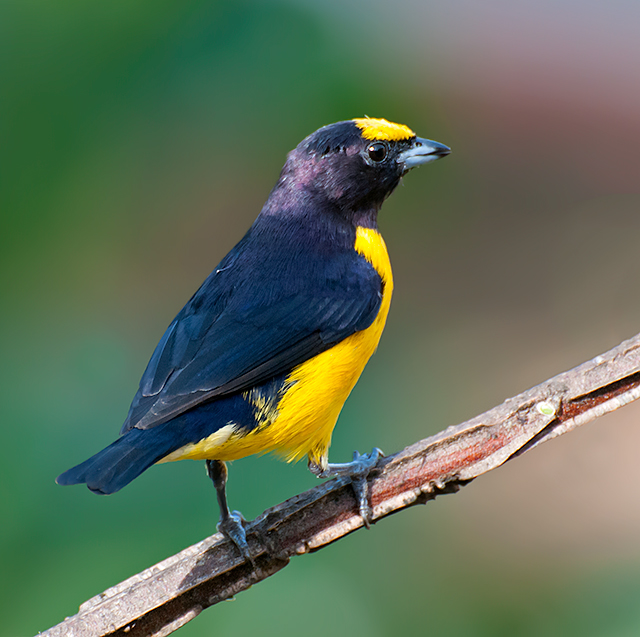
Maschio in natura.

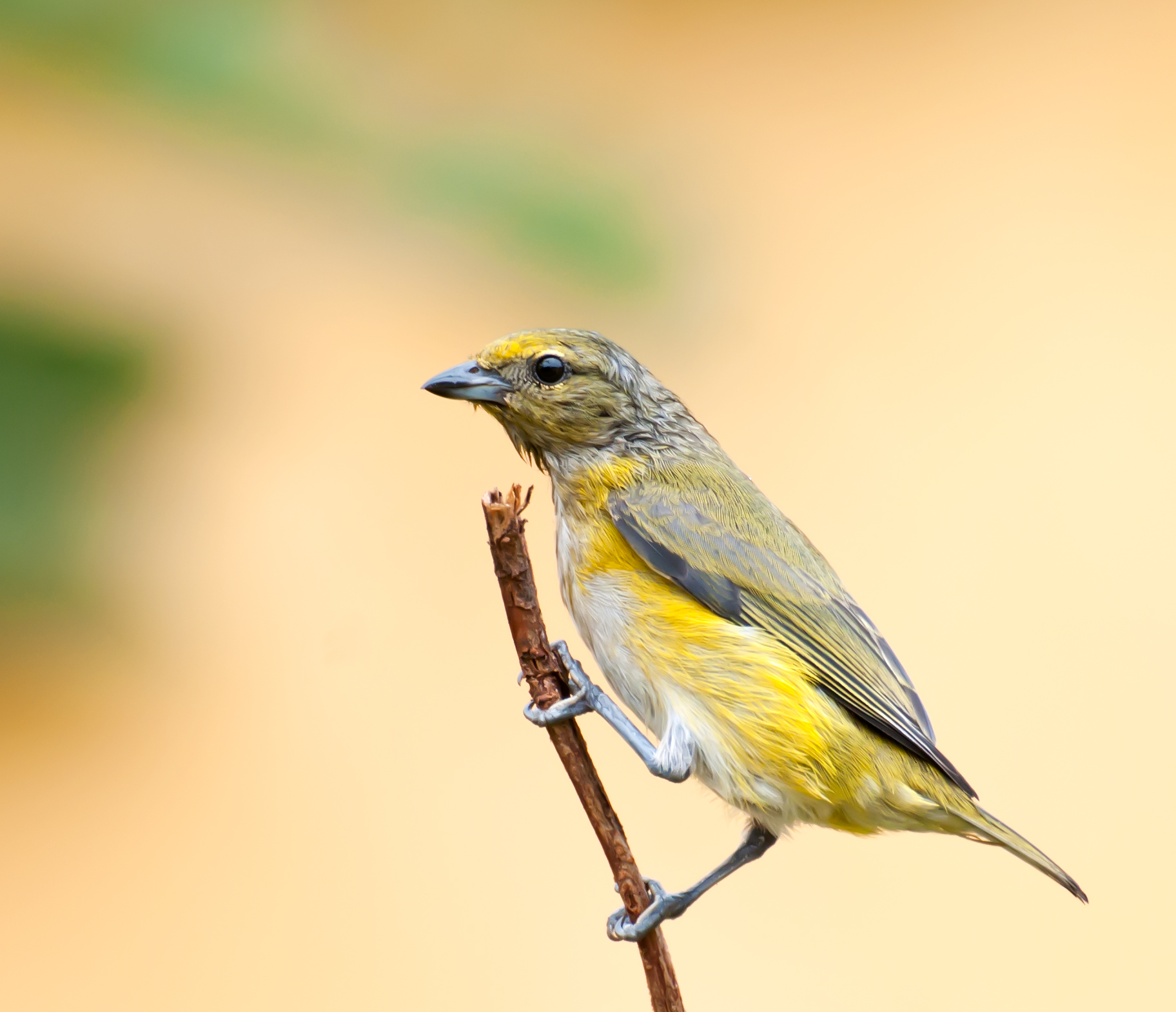
Femmina in Brasile.

### Dimensioni
Misura 9–10 cm di lunghezza, per 8-14,3 g di peso.

### Aspetto
Si tratta di un uccelletto dall'aspetto robusto, munito di testa arrotondata, becco conico dalla punta superiore lievissimamente ricurva verso il basso, ali appuntite e corta coda squadrata.
Il piumaggio presenta un dimorfismo sessuale piuttosto netto: le femmine sono di colore bruno-grigiastro su nuca, dorso, ali e coda (le ultime due con punte nere), mentre faccia, petto e fianchi sono di colore castano-arancio, con una larga porzione bianca che percorre l'intera area ventrale andando dal centro della gola al sottocoda. I maschi, invece, presentano livrea nero-bluastra su testa, gola, dorso, ali e coda, con presenza di sfumature metalliche violacee (da cui la specie prende il nome comune) e verdastre: il petto, il ventre, i fianchi e la fronte fino al vertice sono di colore giallo oro, mentre il sottocoda diviene biancastro.

In ambedue i sessi il becco e le zampe sono di colore nerastro, mentre gli occhi sono di colore bruno scuro.

## Biologia

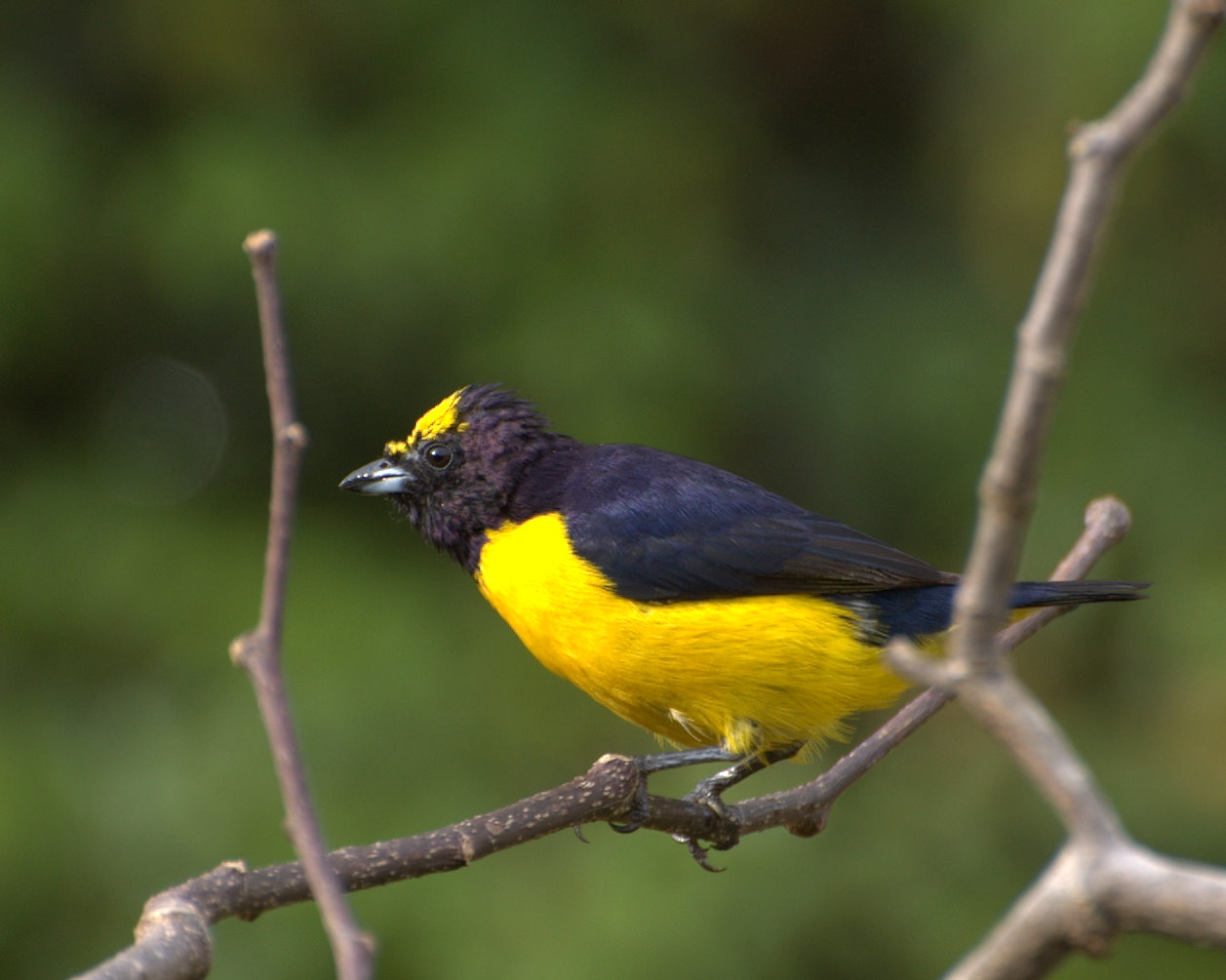
Maschio a Piraju.

L'eufonia golapurpurea è un uccelletto diurno, piuttosto vivace ed allegro, dalle abitudini tendenzialmente solitarie, ma che può essere osservato anche in coppie o in gruppetti di 3-4 individui. Questi uccelli passano la maggior parte della giornata alla ricerca di cibo, facendo poi ritorno al tramonto verso posatoi riparati dove passare la notte al sicuro da eventuali predatori.

### Alimentazione
La dieta di questi uccelli è in massima parte frugivora, componendosi perlopiù di bacche di Loranthaceae e cecropia e di frutti di Annonaceae, ma comprendendo anche altri frutti e, sebbene in misura minima e solo sporadicamente, anche piccoli invertebrati.

### Riproduzione
Si tratta di uccelli monogami, i cui partner collaborano nella costruzione del nido e nell'allevamento della prole.
Il nido ha forma globosa e si compone di rametti e fibre vegetali esternamente e di piumino e materiale soffice all'interno, dove la femmina depone 3-4 uova che cova da sola (assistita dal maschio, che fa la guardia ai dintorni e si occupa di procacciare il cibo per entrambi) per circa due settimane, al termine delle quali schiudono pulli ciechi ed implumi: essi vengono nutriti e accuditi da ambedue i genitori, divenendo in grado d'involarsi attorno alle tre settimane dalla schiusa ed allontanandosi definitivamente dal nido attorno al mese di vita.

## Distribuzione e habitat

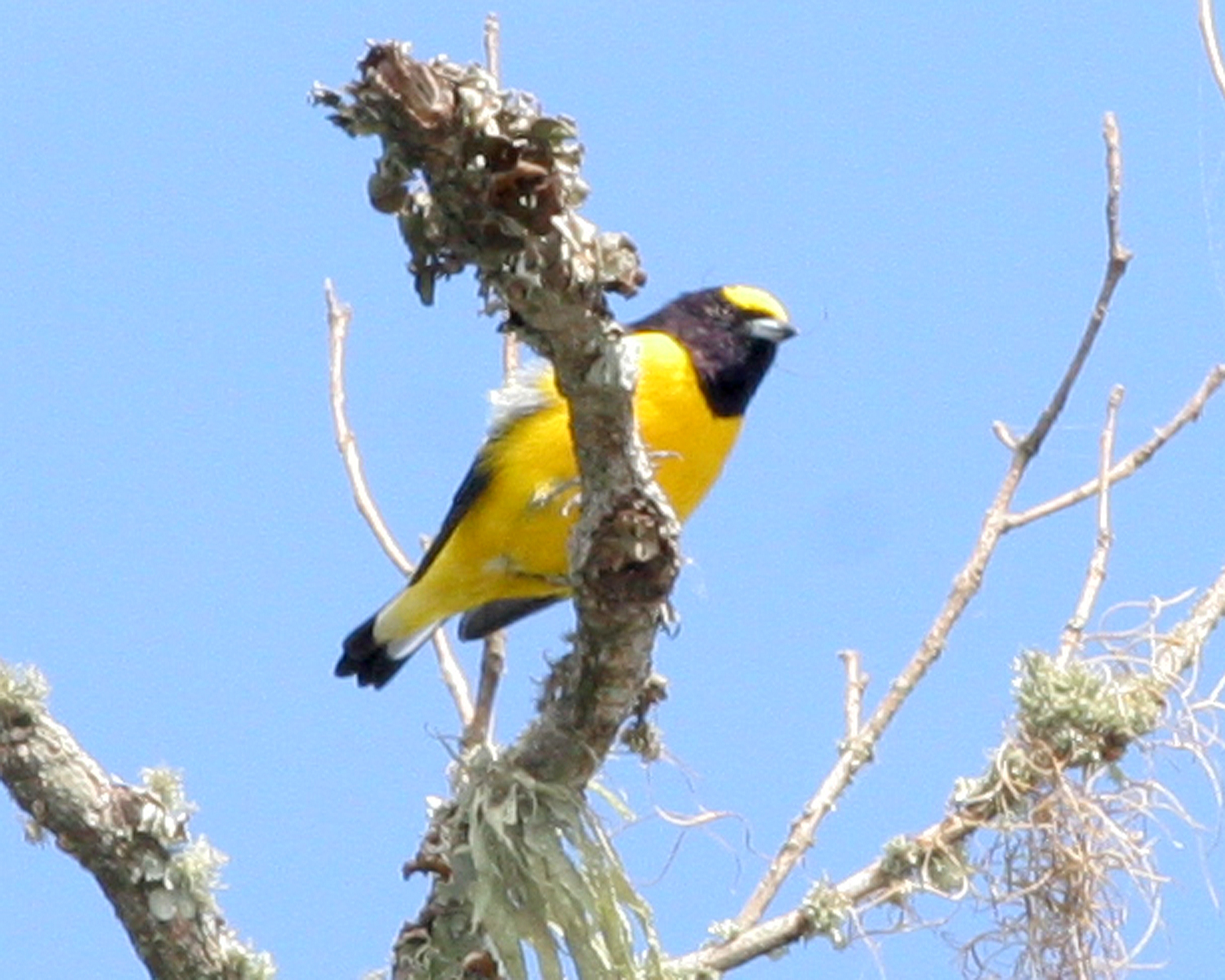
Maschio agli Esteros del Iberá.

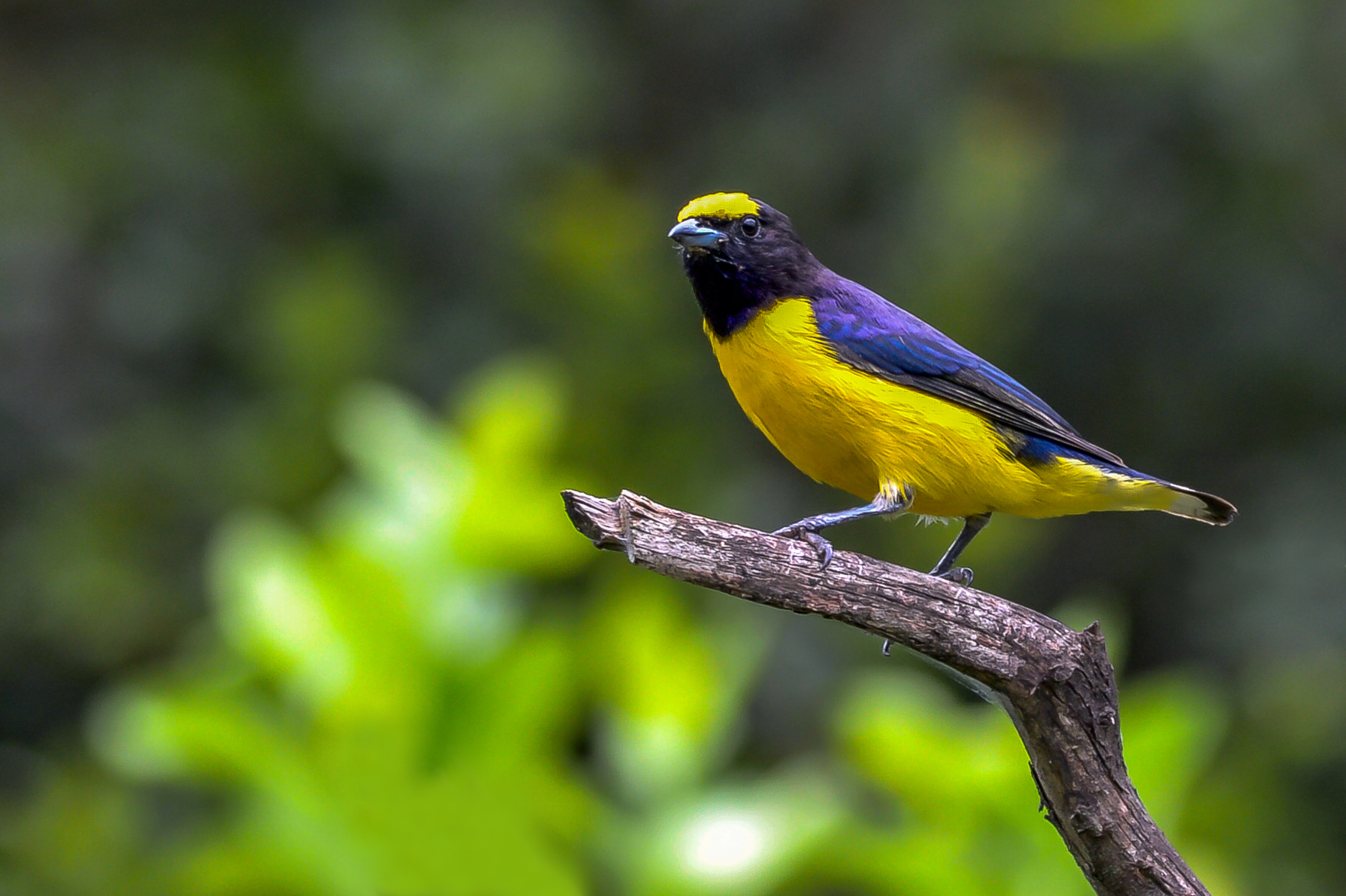
Maschio ad Arealva.

L'eufonia golapurpurea occupa un areale piuttosto vasto che abbraccia buona parte del Sudamerica centro-settentrionale, dal massiccio della Guyana alle pendici delle Ande peruviane, il corso del Rio delle Amazzoni e tutta la fascia che va dal Brasile centrale e costiero fino all'Argentina settentrionale.
L'habitat di questi uccelli è rappresentato dalle aree alberate non troppo fitte, come il limitare delle foreste (sia secche che subtropicali o tropicali) e le radure: essi si dimostrano molto adattabili e versatili, colonizzando anche le aree degradate per mano umana, come la foresta secondaria, i campi da taglio, coltivazioni e piantagioni e perfino le aree suburbane, come giardini e parchi alberati.

## Tassonomia
Se ne riconoscono cinque sottospecie:

Illustrazione del XVII secolo raffigurante un maschio.

- Euphonia chlorotica chlorotica (Linnaeus, 1766) - la sottospecie nominale, diffusa nel massiccio della Guyana ed in Brasile settentrionale e centro-orientale (Amapá orientale e meridionale, sponda meridionale del Rio delle Amazzoni, grossomodo dopo l'immissione del Tapajós, attraverso il Centro-Ovest ed il Sud-Est, fino a Bahia);
- Euphonia chlorotica cynophora (Oberholser, 1918) - diffusa in Colombia orientale (ad est del dipartimento di Meta), Venezuela meridionale (dal sud del Táchira al fiume Cuyuní) e forse anche nel nord del Roraima;
- Euphonia chlorotica amazonica Parkes, 1969 - diffusa lungo il corso del Rio delle Amazzoni, dalla Colombia sud-orientale (con popolazioni anche nell'estremo nord-est della regione di Loreto) alla confluenza del Tapajós, nei pressi di Santarém;
- Euphonia chlorotica taczanowskii Sclater, 1886 - diffusa lungo il corso di Marañón e Madidi;
- Euphonia chlorotica serrirostris d'Orbigny & Lafresnaye, 1837 - diffusa dalla Bolivia centrale al Rio de Janeiro e attraverso il Paraguay a sud fino al nord dell'Uruguay e all'Argentina centro-settentrionale (fino ai sobborghi nord di Buenos Aires).

L'esatto areale delle varie sottospecie è poco conosciuto, così come lo sono le differenze a livello genetico fra le varie popolazioni.

Alcuni autori riterrebbero l'eufonia golapurpurea facente parte di una superspecie con l'eufonia di macchia, l'eufonia corona gialla e l'eufonia di Trinidad (con la quale vi sarebbero secondo alcuni addirittura legami di conspecificità, a dispetto delle differenze in termini di habitat preferito e colorazione delle femmine).